# Bryan Cranston
Bryan Lee Cranston (Hollywood, 1956. március 7. –) Golden Globe-, hatszoros Emmy- és kétszeres Tony-díjas amerikai színész, szinkronszínész, producer, rendező és forgatókönyvíró.
Legismertebb televíziós szerepe Walter White volt az AMC Breaking Bad – Totál szívás című drámasorozatában, Hal a Fox Már megint Malcolm, illetve Dr. Tim Whatley az NBC Seinfeld című szituációs komédiájában. Walter White megformálását a kritikusok a televíziózás történelmének legkiemelkedőbb alakításai közt tartják számon.
A Breaking Bad sorozattal Cranston négy alkalommal nyerte meg a legjobb férfi főszereplőnek (drámasorozat) járó Primetime Emmy-díjat (2008–2010, 2014), ebből hármat egymást követő években (rajta kívül ezt a teljesítményt csak Bill Cosby érte el az 1960-as években sugárzott I Spy című sorozatban). Miután 2011-ben a Breaking Bad producere lett, két alkalommal a legjobb televíziós drámasorozatnak járó Primetime Emmy-díjat is magáénak tudhatta. White szerepe öt Golden Globe-jelölést is hozott neki, ebből egy alkalommal, 2014-ben ítélték neki a díjat. Screen Actors Guild-díjra kilenc alkalommal jelölték (négy győzelemmel), míg hat Satellite Award-ból négyet kapott meg.
A Már megint Malcolm szereplőjeként 2002 és 2006 között három Primetime Emmy-jelölést szerzett, mint legjobb férfi mellékszereplő vígjáték-sorozatban.
2014-ben Tony-díjat kapott a főszereplő Lyndon B. Johnson megformálásáért az All the Way című Broadway-darabban. A szerepet 2016-ban a HBO azonos című, magyarul A végsőkig címmel megjelent tévéfilmes feldolgozásában is elvállalta. 2018-ban Laurence Olivier-díjat nyert a főszereplő Howard Beale-ként a londoni National Theatre-ben játszott Network című darabbal. A 2015-ben bemutatott Trumbo címszerepében ismét kivívta a kritika elismerését és Oscar-díjra jelölték legjobb férfi főszereplő-kategóriában.
A színészet mellett Cranston rendezőként jegyez több televíziós epizódot; a Már megint Malcolm hét, a Breaking Bad három, a Modern család és az Office egy-egy, valamint a Sneaky Pete tíz epizódját rendezte meg (utóbbi sorozatban David Shore-ral közösen vezető producerként és forgatókönyvíróként is közreműködik).
Egyéb, kritikailag elismert filmjei közt található a Ryan közlegény megmentése (1998), A család kicsi kincse (2006), a Drive – Gázt! (2011), Az Argo-akció (2012) és a Godzilla (2014).

## Fiatalkora
A Los Angeles-i Hollywoodban született, Annalisa (született Sell; 1923-2004) rádiószínésznő, valamint Joseph Louis Cranston (1924-2014) színész és egykori amatőr bokszoló három gyermeke közül a másodikként. Apja félig ír, negyedrészt osztrák-zsidó, negyedrészt pedig német származású volt, míg anyja német bevándorlók lánya. Van egy bátyja, Kyle, és egy húga, Amy. Cranston a Los Angeles-i Canoga Parkban nőtt fel. Édesapja sok munkát vállalt, mielőtt úgy döntött, hogy színész lesz, azonban nem kapott elég szerepet ahhoz, hogy eltartsa a családját. Végül elhagyta a családot, amikor Cranston 11 éves volt, és nem látták egymást többé, mígnem a 22 éves Cranston és testvére, Kyle úgy döntöttek, hogy felkutatják őt. Ezt követően apjával egészen annak 2014-ben bekövetkezett haláláig tartotta a kapcsolatot.
Cranston azt állította, hogy Walter White megformálását saját apjáról mintázta, akinek olyan görnyedt testtartása volt, „mintha a világ súlya a vállán lenne”. Miután apja elhagyta, részben anyai nagyszülei nevelték fel, és a kaliforniai Yucaipában lévő baromfifarmjukon élt. Szüleit „megtört embereknek” nevezte, akik „képtelenek voltak a szülői szerepvállalásra”, és akik miatt a család elvesztette a házukat egy árverés során. 1968-ban, 12 éves korában találkozott Charles Mansonnal, amikor unokatestvérével lovagolt a Spahn Ranch-en. Ez körülbelül egy évvel azelőtt történt, hogy Manson elrendelte a Tate-LaBianca gyilkosságokat. Cranston a Canoga park-i középiskolában végzett, ahol tagja volt az iskolai kémiai klubnak, majd 1976-ban a Los Angeles Valley College-ban szerzett rendőri képesítést. Míg a Los Angeles Valley College-ban tanult, szabadon választható tantárgyként részt vett egy színészi órán, ami arra ösztönözte, hogy színészi karrierbe kezdjen: „19 évesen egyszer csak megváltozott az életem”.

## Jótékonysági tevékenység
2014 áprilisában Cranston Idina Menzel, Fran Drescher és Denzel Washington társaságában részt vett a Broadway Cares/Equity Fights AIDS Easter Bonnet Competition rendezvényen, miután adományokat gyűjtött az All the Way című Broadway-showjában.

## Hatásai
Cranston azt nyilatkozta: ”Dick Van Dyke nagy hatással volt rám... tudjátok, a fizikai komikuma és az a tulajdonsága, hogy laza tudott lenni. Egy 2016-os Larry Kingnek adott interjúban azt mondta, hogy szívesen dolgozna együtt Meryl Streep-pel, Emma Thompsonnal és Dustin Hoffmannal.

## Magánélete
1977 és 1982 között Cranston Mickey Middleton írónő férje volt.

## Filmográfia

### Film
(Vezető) filmproducer
| Év   | Magyar cím                           | Eredeti cím                                | Szerep                               | Magyar hang            |
| ---- | ------------------------------------ | ------------------------------------------ | ------------------------------------ | ---------------------- |
| 1987 | Amazonok a Holdon                    | Amazon Women on the Moon                   | mentős                               |                        |
| 1988 |                                      | The Big Turnaround                         | Jim                                  |                        |
| 1990 |                                      | Corporate Affairs                          | Darren                               |                        |
| 1991 | Jéghideg űr                          | Dead Space                                 | Dr. Frank Darden                     | Sinkovits-Vitay András |
| 1992 |                                      | Royal Space Force: The Wings of Honnêamise | Matti Tohn (angol szinkronhang)      |                        |
| 1994 |                                      | Let's Talk About Sex                       | Dr. Robert Stern                     |                        |
| 1994 |                                      | The Legend of Drunken Master               | egyéb hangok (angol változat)        |                        |
| 1994 | Tiszta őrület                        | Clean Slate                                | klub tisztviselő                     |                        |
| 1994 | Street Fighter II.                   | Street Fighter II: The Animated Movie      | Fei Long (angol hangja)              |                        |
| 1996 | Nyomul a banda                       | That Thing You Do!                         | Gus Grissom                          | Wohlmuth István        |
| 1996 | Farkastörvények                      | Street Corner Justice                      | Brophy atya                          | Imre István            |
| 1997 | Időcsapdában                         | Time Under Fire                            | Braddock                             |                        |
| 1997 | Bevetési parancs                     | Strategic Command                          | Phil Hertzberg                       | Balázsi Gyula          |
| 1998 | Ryan közlegény megmentése            | Saving Private Ryan                        | hadügyi ezredes                      | Juhász György          |
| 1999 |                                      | Last Chance                                | Lance                                |                        |
| 2000 |                                      | The Big Thing                              | Roberto Montalban                    |                        |
| 2000 | Hullajelöltek városa                 | Terror Tract                               | Ron Gatley                           | László Zsolt           |
| 2001 |                                      | Ramayana: The Legend of Prince Rama        | Lord Rama (angol hangja)             |                        |
| 2004 |                                      | Seeing Other People                        | Peter                                |                        |
| 2004 |                                      | Illusion                                   | David                                |                        |
| 2006 | A család kicsi kincse                | Little Miss Sunshine                       | Stan Grossman                        | Tóth Roland            |
| 2006 | Elborult elme                        | Intellectual Property                      | CSE rádiós műsorvezető               |                        |
| 2007 |                                      | Hard Four                                  | Bryce Baxter hadnagy                 |                        |
| 2010 | Országúti bordély                    | Love Ranch                                 | James Pettis                         | Rosta Sándor           |
| 2011 | Az igazság ára                       | The Lincoln Lawyer                         | Lankford nyomozó                     | Rosta Sándor           |
| 2011 | Drive – Gázt!                        | Drive                                      | Shannon                              | Rosta Sándor           |
| 2011 | A mintatanár                         | Detachment                                 | Richard Dearden                      | Jakab Csaba            |
| 2011 |                                      | Leave                                      | Eliot                                |                        |
| 2011 | Larry Crowne                         | Larry Crowne                               | Dean Tainot                          | Jakab Csaba            |
| 2011 | Batman: A kezdet kezdete (videófilm) | Batman: Year One                           | James Gordon (hangja)                | Kárpáti Levente        |
| 2011 | Fertőzés                             | Contagion                                  | Lyle Haggerty ellentengernagy        | Rosta Sándor           |
| 2012 | Red Tails: Különleges légiosztag     | Red Tails                                  | William Mortamus őrnagy              | Rosta Sándor           |
| 2012 | John Carter                          | John Carter                                | Powell ezredes                       | Gáti Oszkár            |
| 2012 | Madagaszkár 3.                       | Madagascar 3: Europe's Most Wanted         | Vitaly (hangja)                      | Kőszegi Ákos           |
| 2012 | Mindörökké Rock                      | Rock of Ages                               | Mike Whitmore polgármester           | Jakab Csaba            |
| 2012 | Az emlékmás                          | Total Recall                               | Vilos Cohaagen kancellár             | Barbinek Péter         |
| 2012 | Az Argo-akció                        | Argo                                       | Jack O'Donnell CIA igazgatóhelyettes | Rosta Sándor           |
| 2013 | A rabló szeme                        | Cold Comes the Night                       | "Topo" Topolewski                    | Vass Gábor             |
| 2014 | Godzilla                             | Godzilla                                   | Joe Brody                            | Háda János             |
| 2015 | Trumbo                               | Trumbo                                     | Dalton Trumbo                        | Csankó Zoltán          |
| 2016 | Kung Fu Panda 3.                     | Kung Fu Panda 3                            | Li (hangja)                          | Dörner György          |
| 2016 | Érettségi után, érettség előtt       | Get a Job                                  | Roger Davis                          | Rosta Sándor           |
| 2016 | Beépülve: Az Escobar ügy             | The Infiltrator                            | Robert Mazur / Bob Musella           | Rosta Sándor           |
| 2016 | Wakefield                            | Wakefield                                  | Howard Wakefield                     | Hirtling István        |
| 2016 | Wakefield                            | Wakefield                                  | Howard Wakefield                     | Rosta Sándor           |
| 2016 | Késik a szüret                       | In Dubious Battle                          | Seriff                               | Jakab Csaba            |
| 2016 | Miért pont Ő?                        | Why Him?                                   | Ned Fleming                          | Rosta Sándor           |
| 2017 | A katasztrófaművész                  | The Disaster Artist                        | önmaga (cameo)                       | Hirtling István        |
| 2017 | A katasztrófaművész                  | The Disaster Artist                        | önmaga (cameo)                       | Albert Péter           |
| 2017 | Power Rangers                        | Power Rangers                              | Zordon                               | Rosta Sándor           |
| 2017 | Életrevalók                          | The Upside                                 | Phillip Lacasse                      | Jakab Csaba            |
| 2017 | A haza szolgálata                    | Last Flag Flying                           | Sal Nealon                           |                        |
| 2018 | Kutyák szigete                       | Isle of Dogs                               | Főnök (hangja)                       | Epres Attila           |
| 2019 | El Camino: Totál szívás – A film     | El Camino: A Breaking Bad Movie            | Walter White                         | Háda János             |
| 2020 | Ivan, az egyetlen                    | The One and Only Ivan                      | Mack                                 | Rátóti Zoltán          |
| 2022 | Jerry és Marge nagy húzása           | Jerry & Marge Go Large                     | Jerry Selbee                         |                        |
| 2023 | Asteroid City                        | Asteroid City                              | házigazda                            | Rosta Sándor           |
| 2024 | Argylle: A szuperkém                 | Argylle                                    | Ritter                               | Hirtling István        |
| 2024 | Kung Fu Panda 4.                     | Kung Fu Panda 4                            | Li (hangja)                          | Sztarenki Pál          |
| 2025 | A föníciai séma                      | The Phoenician Scheme                      | Reagan                               | Rosta Sándor           |
| 2025 |                                      | Everything's Going to Be Great             | Buddy Smart                          |                        |

### Televízió
| Év        | Magyar cím                                 | Eredeti cím                                                   | Szerep                                                 | Megjegyzések                                                |
| --------- | ------------------------------------------ | ------------------------------------------------------------- | ------------------------------------------------------ | ----------------------------------------------------------- |
| 1980      | Verseny a széllel                          | To Race the Wind                                              | hátvéd                                                 | tévéfilm stáblistán nincs feltüntetve                       |
| 1982      |                                            | Crisis Counselor                                              | Sam                                                    | 1 epizód                                                    |
| 1982      |                                            | CHiPs                                                         | Billy Joe                                              | 1 epizód                                                    |
| 1983–1984 |                                            | Loving                                                        | Doug Donovan                                           | 9 epizód                                                    |
| 1985      |                                            | Cover Up                                                      | Frank Lawler / Tommy Maynard                           | 1 epizód                                                    |
| 1986      |                                            | Airwolf                                                       | Robert Hollis                                          | 1 epizód                                                    |
| 1986      | Észak és Dél – II. könyv                   | North and South: Book II                                      | Austin ezredes                                         | minisorozat (1 epizód)                                      |
| 1986–1996 | Gyilkos sorok                              | Murder, She Wrote                                             | Brian East / Jerry Wilber / Parker Foreman             | 3 epizód                                                    |
| 1987      |                                            | The Return of the Six Million Dollar Man and the Bionic Woman | Dr. Shepherd                                           | tévéfilm                                                    |
| 1987      | Zsarublues                                 | Hill Street Blues                                             | tanácsadó                                              | 1 epizód                                                    |
| 1987–1991 |                                            | Matlock                                                       | Brian Emerson / Dr. Harding Fletcher                   | 2 epizód                                                    |
| 1988      |                                            | Raising Miranda                                               | Russell nagybácsi                                      | 9 epizód                                                    |
| 1989      | Falcon Crest                               | Falcon Crest                                                  | Martin Randall                                         | 1 epizód                                                    |
| 1989      | Baywatch                                   | Baywatch                                                      | Tom Logan                                              | 1 epizód                                                    |
| 1989      | Eltűnt egy kisfiú                          | I Know My First Name Is Steven                                | Dickenson rendőrtiszt                                  | minisorozat (2 epizód)                                      |
| 1990      | A suli                                     | Hull High                                                     | Mr. McConnell                                          | 1 epizód                                                    |
| 1990      | Jake meg a dagi                            | Jake and the Fatman                                           | Lyle Wicks / Jason Miller                              | 1 epizód                                                    |
| 1990      |                                            | Capital News                                                  | Marple kongresszusi képviselő                          | 1 epizód                                                    |
| 1991      | A villám                                   | The Flash                                                     | Philip "Mark" Moses                                    | 1 epizód                                                    |
| 1991      |                                            | Dead Silence                                                  | Harris professzor                                      | tévéfilm                                                    |
| 1992      |                                            | L.A. Law                                                      | James Phillips                                         | 1 epizód                                                    |
| 1993      | Nora eltűnt                                | The Disappearance of Nora                                     | rendőrnyomozó                                          | tévéfilm                                                    |
| 1993      | Az ördög prófétája                         | Prophet of Evil: The Ervil Lebaron Story                      | ügyvéd                                                 | tévéfilm                                                    |
| 1993      |                                            | Mighty Morphin Power Rangers                                  | Twinman / Snizard (hangja)                             | 2 epizód                                                    |
| 1994      | Száguldó vipera                            | Viper                                                         | Garrett Berlin                                         | 1 epizód                                                    |
| 1994      | Walker, a texasi kopó                      | Walker, Texas Ranger                                          | Hank                                                   | - 1 epizód - magyar hangja: - Rosta Sándor                  |
| 1994      |                                            | Men Who Hate Women & the Women Who Love Them                  | David                                                  | tévéfilm                                                    |
| 1994      | A tökéletes testőr                         | The Companion                                                 | Alan                                                   | - 1 epizód - magyar hangja: - Jakab Csaba                   |
| 1994–1997 | Seinfeld                                   | Seinfeld                                                      | Dr. Tim Whatley                                        | 5 epizód                                                    |
| 1995      | Angyali érintés                            | Touched by an Angel                                           | Dr. Tom Bryant                                         | 1 epizód                                                    |
| 1995      |                                            | Brotherly Love                                                | Russell Winslow                                        | 1 epizód                                                    |
| 1995      |                                            | Land's End                                                    | Matt McCulla                                           | 2 epizód                                                    |
| 1995      |                                            | Nowhere Man                                                   | Norman Wade seriff                                     | 1 epizód                                                    |
| 1995      |                                            | Kissing Miranda                                               | Falsey különleges ügynök                               | tévéfilm                                                    |
| 1996      |                                            | The Louie Show                                                | Curt Sincic                                            | 6 epizód                                                    |
| 1996      |                                            | The Rockford Files: Punishment and Crime                      | Patrick Dougherty                                      | tévéfilm                                                    |
| 1996–1997 |                                            | Eagle Riders                                                  | Joe Thax (angol hangja)                                | 64 epizód                                                   |
| 1996–1998 | Halálbiztos diagnózis                      | Diagnosis: Murder                                             | Walter Mason / Martin Rutgers                          | 2 epizód                                                    |
| 1997      | Babylon 5                                  | Babylon 5                                                     | Ericsson                                               | 1 epizód                                                    |
| 1997      | Sabrina, a tiniboszorkány                  | Sabrina the Teenage Witch                                     | boszorkányügyvéd                                       | 1 epizód                                                    |
| 1997      |                                            | Pearl                                                         | Isaac Perlow                                           | 1 epizód                                                    |
| 1997      | Teljes biztonsággal                        | Total Security                                                | Jason Nichols                                          | 1 epizód                                                    |
| 1998      |                                            | Brooklyn South                                                | Gordon Denton hadnagy                                  | 2 epizód                                                    |
| 1998      | A végtelen szerelmesei – Az Apolló-program | From the Earth to the Moon                                    | Buzz Aldrin                                            | minisorozat (2 epizód)                                      |
| 1998      | V.I.P. – Több, mint testőr                 | V.I.P.                                                        | Colt Arrow                                             | 1 epizód                                                    |
| 1998      | X-akták                                    | The X-Files                                                   | Patrick Crump                                          | 1 epizód ("Száguldás")                                      |
| 1998      | Chicago Hope Kórház                        | Chicago Hope                                                  | Jesus                                                  | 1 epizód                                                    |
| 1998      | Talpig pácban                              | Working                                                       | Larry Prince                                           | 1 epizód                                                    |
| 1998      | Drágám, a kölykök már megint összementek   | Honey, I Shrunk the Kids: The TV Show                         | Ronald "Cheesy" Meezy                                  | 1 epizód                                                    |
| 1999      | Űrbalekok                                  | 3rd Rock from the Sun                                         | Neil Diamond imitátor                                  | 1 epizód                                                    |
| 1999      | A Kaméleon                                 | The Pretender                                                 | Neil Roberts                                           | 1 epizód                                                    |
| 1999–2001 | Férjek gyöngye                             | The King of Queens                                            | Tim Sacksky                                            | 4 epizód                                                    |
| 2000–2001 |                                            | Clerks: The Animated Series                                   | több szereplő hangja                                   | 1 epizód                                                    |
| 2000–2006 | Már megint Malcolm                         | Malcolm in the Middle                                         | Hal                                                    | 151 epizód                                                  |
| 2001      |                                            | Gary & Mike                                                   | Mr. Newton / Howard Bilson szenátor (hangja)           | 4 epizód                                                    |
| 2001      | Pótmikulás akcióban                        | ’Twas the Night                                               | Nick Wrigley                                           | tévéfilm                                                    |
| 2001      |                                            | The Santa Claus Brothers                                      | Santa Claus (hangja)                                   | tévéfilm                                                    |
| 2003      | Családi ünnepi összejövetel                | National Lampoon's Thanksgiving Family Reunion                | Woodrow Snider                                         | tévéfilm                                                    |
| 2003–2005 | Lilo és Stitch                             | Lilo & Stitch: The Series                                     | Mr. Jameson (hangja)                                   | 4 epizód                                                    |
| 2005–2010 | Amerikai fater                             | American Dad!                                                 | Bill Publisherman / Mr. Winthrop (hangja)              | 2 epizód                                                    |
| 2006–2013 | Így jártam anyátokkal                      | How I Met Your Mother                                         | Hammond Druthers                                       | 3 epizód                                                    |
| 2006–2020 | Family Guy                                 | Family Guy                                                    | Hal / Dr. Zsidó / önmaga (élőszereplő) / Bert (hangja) | 10 epizód                                                   |
| 2007      | Fallen – Letaszítva                        | Fallen                                                        | Lucifer / Fényhozó                                     | 3 epizód                                                    |
| 2008–2013 | Breaking Bad – Totál szívás                | Breaking Bad                                                  | Walter "Walt" White / Heisenberg                       | - főszereplő és producer - magyar hangja: - Háda János      |
| 2010–2011 |                                            | Glenn Martin, DDS                                             | Drake Stone (hangja)                                   | 2 epizód                                                    |
| 2010–2016 | Saturday Night Live                        | Saturday Night Live                                           | önmaga (házigazda) / Walter White                      | 2 epizód                                                    |
| 2011      |                                            | The Handlers                                                  | Jack Powers                                            | 8 epizód író és vezető producer                             |
| 2011–2018 | Robotcsirke                                | Robot Chicken                                                 | több szereplő hangja                                   | 5 epizód                                                    |
| 2012      | Archer                                     | Archer                                                        | Tony Drake parancsnok (hangja)                         | 2 epizód                                                    |
| 2012      | A stúdió                                   | 30 Rock                                                       | Ron                                                    | 1 epizód                                                    |
| 2012–2013 | A Simpson család                           | The Simpsons                                                  | Stradivarius Cain / Walter White (hangja)              | 2 epizód                                                    |
| 2012–2013 | A Cleveland-show                           | The Cleveland Show                                            | Dr. Fist / egyéb szereplők (hangja)                    | 9 epizód                                                    |
| 2013      |                                            | Big History                                                   | narrátor (hangja)                                      | 17 epizód                                                   |
| 2015–2019 | A szélhámos                                | Sneaky Pete                                                   | Vince Lonigan                                          | 10 epizód társalkotó, író és vezető producer                |
| 2015–2019 |                                            | SuperMansion                                                  | Titanium Rex (hangja)                                  | 46 epizód vezető producer                                   |
| 2016      | A végsőkig                                 | All the Way                                                   | Lyndon B. Johnson                                      | - tévéfilm - vezető producer - magyar hangja Reviczky Gábor |
| 2017      |                                            | Philip K. Dick's Electric Dreams                              | Silas Herrick                                          | 1 epizód vezető producer                                    |
| 2017      | Félig üres                                 | Curb Your Enthusiasm                                          | Dr. Lionel Templeton                                   | 1 epizód                                                    |
| 2018      |                                            | The Dangerous Book for Boys                                   | nem szerepel                                           | 6 epizód társalkotó, író és vezető producer                 |
| 2019      | John Oliver-show az elmúlt hét híreiről    | Last Week Tonight with John Oliver                            | Richard Sackler                                        | 1 epizód                                                    |
| 2020      |                                            | Home Movie: The Princess Bride                                | Rugen gróf                                             | 1 epizód                                                    |
| 2020      |                                            | The Stand                                                     | amerikai elnök (hangja)                                | 1 epizód stáblistán nincs feltüntetve                       |
| 2020–2023 |                                            | Your Honor                                                    | Michael Desiato bíró                                   | 20 epizód vezető producer                                   |
| 2021      | Állatok                                    | Animal                                                        | narrátor (hangja)                                      | 1 epizód                                                    |
| 2022      | Better Call Saul                           | Better Call Saul                                              | Walter "Walt" White / Heisenberg                       | - 2 epizód - magyar hangja: - Háda János                    |
| 2022      |                                            | America's Game: The Super Bowl Champions                      | narrátor (hangja)                                      | 1 epizód                                                    |
| 2023      | Felhőtlen Philadelphia                     | It's Always Sunny in Philadelphia                             | "Mr. Middle"/ önmaga                                   | 1 epizód                                                    |
| 2025      |                                            | The Studio                                                    | Griffin Mill                                           | 3 epizód                                                    |

## Fordítás
- Ez a szócikk részben vagy egészben  a   Bryan Cranston című angol Wikipédia-szócikk fordításán alapul.  Az eredeti cikk szerkesztőit annak laptörténete sorolja fel. Ez a jelzés csupán a megfogalmazás eredetét és a szerzői jogokat jelzi, nem szolgál a cikkben szereplő információk forrásmegjelöléseként.